# Gare de Tsubata
La gare de Tsubata (津幡駅, Tsubata-eki) est une gare ferroviaire du bourg de Tsubata, dans la préfecture d'Ishikawa au Japon. Elle est exploitée par les compagnies JR West et IR Ishikawa Railway.

## Situation ferroviaire
La gare de Tsubata est située au point kilométrique (PK) 11,5 de la ligne IR Ishikawa Railway. Elle marque le début de la ligne Nanao.

## Histoire
La gare a été inaugurée le 1er novembre 1898.

## Service des voyageurs

### Accueil
La gare dispose d'un bâtiment voyageurs, avec guichets, ouvert tous les jours.

### Desserte
- Ligne IR Ishikawa Railway :
  - voies 1 et 2 : direction Kanazawa
  - voie 3 : direction Takaoka et Toyama

- Ligne Nanao :
  - voie 4 : direction Hakui, Nanao et Wakuraonsen